# Goethite

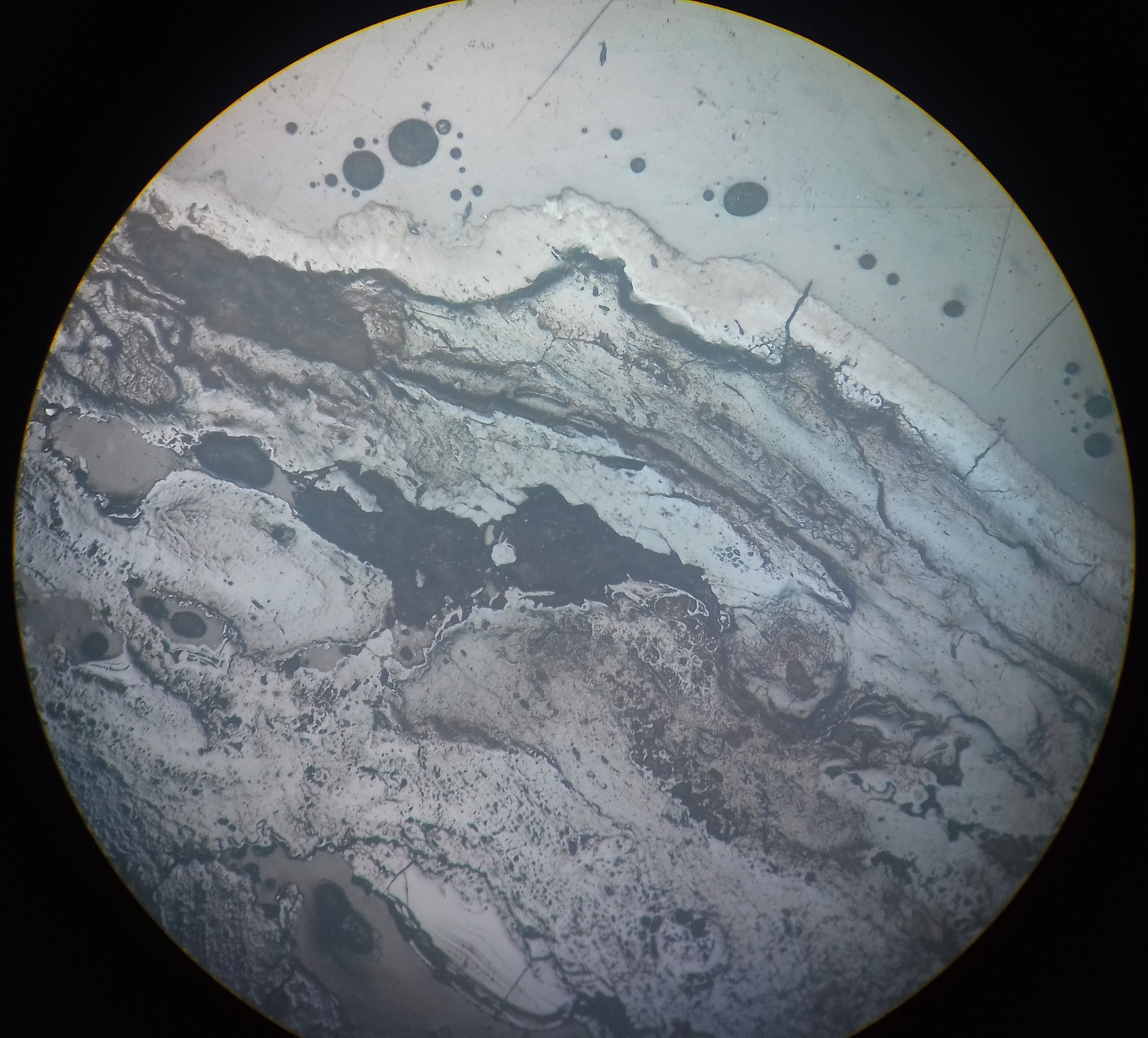
Goethite al microscopio

La goethite (simbolo IMA: Gth) è un minerale piuttosto comune dalla classe dei minerali di "ossidi e idrossidi" con la composizione chimica α-Fe3+O(OH) e quindi chimicamente un idrossido di ferro. Appartiene al gruppo del diasporo.

## Etimologia e storia
Nel 1806, Johann Georg Lenz usò per la prima volta il termine goethite (originariamente godhite) per il minerale in nome dal poeta tedesco (e funzionario minerario) Johann Wolfgang von Goethe.
Il nome era originariamente applicato alla lepidocrocite [γ-FeO (OH)], un minerale meno comune con la stessa composizione chimica della goethite ma con una struttura cristallina diversa. Nella goethite, l'ossigeno e gli anioni idrossilici sono strettamente imballati in array esagonali, mentre nella lepidocrocite sono disposti in array cubici; in entrambe le strutture, tuttavia, i cationi di ferro occupano gli interstizi ottaedrici.
Il nome fu dato grazie alla mediazione di Ludwig Wilhelm Cramer su suggerimento del pastore Heinrich Adolf Achenbach (1765-1819) e del maestro minerario Johann Daniel Engels (1761-1828), entrambi di Siegen, che proposero il nome Göthenite o Goethenite per il minerale. Friedrich Wilhelm Riemer spinse Johann Georg Lenz a cambiare il nome in Goethite.
La sua località tipo è la miniera di minerale di ferro di Hollertszug nel distretto di Altenkirchen in Renania-Palatinato. Tuttavia, non è ancora noto un luogo di stoccaggio per il campione tipo del minerale.
La goethite era già conosciuta molto prima della fondazione dell'Associazione Mineralogica Internazionale (IMA) ed era generalmente riconosciuta come una specie minerale a sé stante. Questo teoricamente darebbe alla goethite lo status di minerale tutelato; tuttavia, nella pubblicazione del 1980 a sura dell'IMA: Commissione sui nuovi minerali e nomi dei minerali (CNMMN), il minerale allcharite, descritto per la prima volta da B. Ježek nel 1912 (dal nome dell'omonimo giacimento di minerale d'oro nell'attuale Macedonia del Nord), è stato screditato come identico alla goethite e il nome è stato attribuito come sinonimo di goethite. Poiché ciò significava automaticamente un successivo riconoscimento della goethite, il minerale è stato da allora elencato nella "Lista dei minerali e dei nomi dei minerali" dell'IMA con il riconoscimento generale "IMA 1980 s.p." (procedura speciale).

## Classificazione
Già nell'obsoleta 8ª edizione della sistematica minerale secondo Strunz, la goethite apparteneva alla classe minerale degli "ossidi e idrossidi" e lì alla sottoclasse degli "idrossidi", dove insieme a bracewellite, diasporo, groutite, montroseite e paramontroseite formava la "serie del diasporo" con il sistema nº IV/F.04a all'interno del "gruppo biaspore-boehmite" (IV/F.04).
Nella Sistematica dei lapis (Lapis-Systematik) di Stefan Weiß, che è stata rivista e aggiornata l'ultima volta nel 2018, che si basa ancora su questa vecchia forma di sistematica di Strunz per rispetto verso i collezionisti privati e delle collezioni istituzionali, al minerale è stato assegnato il sistema e il minerale nº IV/F.06-30. In questa Sistematica ciò corrisponde al reparto esteso degli "Idrossidi e idrati di ossido (ossidi acquosi con struttura stratificata)", dove la goethite forma un gruppo indipendente, ma senza nome, insieme ad akaganeite, boehmite, diasporo, feitknechtite, feroxyhyte, groutite, lepidocrocite, manganite, schwertmannite e tsumgallite.
La 9ª edizione della sistematica minerale di Strunz, aggiornata l'ultima volta dall'Associazione Mineralogica Internazionale (IMA) nel 2024, classifica la goethite nel dipartimento "4.F Idrossidi (senza V od U)". Tuttavia, questo è ulteriormente suddiviso in base all'eventuale presenza di ioni idrossido e/o acqua cristallina nonché in base alla struttura cristallina, in modo che il minerale sia classificato in base alla sua composizione e struttura nella suddivisione "4.FD Idrossidi con OH, senza H2O; catene di ottaedri che condividono uno spigolo", dove insieme a bracewellite, diasporo, groutite, guyanaite, montroseite e tsumgallite forma il "gruppo del diasporo" con il sistema nº 4.FD.10.
Anche la classificazione dei minerali di Dana, che viene utilizzata principalmente nel mondo anglosassone, elenca la goethite nella classe degli "ossidi e idrossidi" e lì nella divisione degli "idrossidi e ossidi contenenti idrossi". La si può trovare insieme a bracewellite, diasporo, groutite, montroseite e tsumgallite nel "gruppo del diasporo (Ortorombico, Pnma o Pnmd)" con il sistema nº 06.01.01 all'interno della suddivisione di "Idrossidi e ossidi idrossi-contenenti con la formula: X3+O OH".

## Chimica
Nella composizione ideale e pura della goethite (FeO(OH)), il minerale è costituito da un atomo di ferro, due atomi di ossigeno e un atomo di idrogeno. Ciò corrisponde a una frazione di massa (percentuale di peso) del 62,85% in peso di ferro, del 36,01% in peso di ossigeno e dell'1,13% in peso di idrogeno.
Il contenuto di acqua della goethite è di circa il 10% in peso, ma può variare. Inoltre, è stato possibile misurare tracce di additivi estranei come fosforo, vanadio, silicio, bario, calcio e altri.
A causa della formazione di cristalli misti con groutite (α-MnO(OH)), la goethite può contenere fino al 5% di triossido di dimanganese (Mn2O3) in peso.

## Abito cristallino
La goethite cristallizza nel sistema ortorombico nel gruppo spaziale Pbnm (gruppo nº 62, posizione 3) con parametri reticolari a = 4,62 Å, b = 9,95 Å e c = 3,01 Å con 4 unità di formula per cella unitaria.

## Proprietà
La goethite ha un contenuto di ferro fino al 62%, ma questo diminuisce quando viene inglobata acqua cristallina. Ha una durezza Mohs compresa tra 5 e 5,5, una densità di 4,3 g/cm³ e un colore dello striscio giallo-marrone. La goethite si dissolve debolmente in acido cloridrico, ma bene in acido nitrico.
Il minerale è normalmente antiferromagnetico. Quando viene riscaldato davanti al cannello a soffiatura, è fusibile solo ai bordi e diventa magnetico. Rilascia acqua nel pallone e diventa rosso. Con l'aumento della temperatura, la goethite si trasforma infine in ossido ferrico (Fe2O3) scissione dell'acqua.

## Modificazioni e varietà
Il composto Fe3+O(OH) è trimorfo, cioè oltre alla goethite cristallizzante ortorombicamente, si presenta anche come feroxyhyte (cristallizzante trigonalmente) e come lepidocrocite (γ-FeO (OH)) (ortorombica), seppur con un diverso gruppo spaziale e diversi parametri di cella.
La blenda di velluto è una varietà di goethite da marrone castano a giallo ocra che forma aggregati sferici con una superficie simile al velluto.
Il termine oolite di ferro è generalmente inteso per indicare un minerale di ferro oolitico e in particolare un minerale di goethite o limonite a guscio nodulare.

## Origine e giacitura
La goethite si forma di solito come minerale secondario dagli agenti atmosferici di minerali di ferro come la magnetite o la pirite e si trova quindi spesso sotto forma di pseudomorfosi corrispondenti a persolfuro di ferro(II), ma anche ad altri minerali.
La goethite può anche formarsi principalmente nelle vene idrotermali, nel qual caso si trova solitamente nelle cavità delle rocce vulcaniche come la pegmatite. Si presenta anche come minerale di ferro paludoso e bruno (limonite) in depositi minerali sedimentari. Anche la normale ruggine è costituita principalmente da goethite.
Come formazione minerale comune, la goethite può essere trovata in molti luoghi, con oltre 8000 siti documentati in tutto il mondo (alla data dal 2022). Oltre alla sua località tipo nella miniera di Hollertszug, il minerale è stato trovato anche in numerose miniere della Renania-Palatinato in vari distretti come Ahrweiler, Altenkirchen, Birkenfeld, Donnersbergkreis, Kusel, Mayen-Koblenz, Reno-Lahn e Vulkaneifel. Molti siti per la goethite sono noti anche in altri stati federali della Germania.
In Italia la goethite, essendo molto comune, è stata rinvenuta in molte regioni: in Lombardia (per esempio a Camerata Cornello, Premolo e Pisogne in provincia di Bergamo; Introbio, Dorio e Valsassina in provincia di Lecco; a Besano e Cuasso al Monte in provincia di Varese); in Piemonte (per esempio a Campiglia Cervo, Ala di Stura, Cesana Torinese e Tavagnasco in provincia di Torino; Baceno, Crodo e Gignese in provincia del Verbano-Cusio-Ossola, solo per citarne alcuni). La goethite è stata trovata anche in molti siti della Sardegna, della Toscana, del Trentino Alto-Adige, Lazio ed Emilia-Romagna.
In Austria, la goethite è stata trovata nel Burgenland (Eisenstadt, Oberpullendorf, Oberwart), in Carinzia (Sankt Veit an der Glan, Spittal an der Drau), nella Bassa Austria (Horn, Krems-Land, Neunkirchen), nell'Alta Austria (Steyr-Land), nel Salisburghese (St. Johann im Pongau, Zell am See), nella Stiria (Bruck-Mürzzuschlag, Leoben), nel Tirolo (Kitzbühel, Kufstein) e nel Vorarlberg (Bludenz).
In Svizzera, la goethite è stata trovata, tra gli altri, nei cantoni di Argovia (Laufenburg), Berna (Interlaken-Oberhasli), Grigioni (Albula, Surselva), Sciaffusa (Schleitheim, Thayngen), Ticino (Leventina, Lugano), Vallese (Binntal, Saint-Luc, Lötschental).
Siti noti per gli straordinari ritrovamenti di goethite includono Příbram nella Repubblica Ceca, dove sono stati scoperti ricchi aggregati di goethite a forma di uva, così come la miniera di Botallack e a Redruth in Cornovaglia (in Inghilterra) con reperti di cristalli di goethite a forma di ago lunghi fino a cinque centimetri.
La goethite è stata trovata anche in campioni di minerali provenienti dall'Antartide, tra cui le Vestfold Mountains nella Terra della Principessa Elisabetta e nelle Isole Shetland Meridionali, così come in meteoriti come le Neptune Mountains, che è stata scoperta nel 1964 nei Monti Pensacola nella Terra della Regina Elisabetta.
I giacimenti più importanti dal punto di vista economico (associati di solito ad altri minerali del ferro) si trovano in Alsazia-Lorena, Vestfalia, Boemia e nelle regioni del Lago Superiore e degli Appalachi, negli Stati Uniti.
La goethite è stata rilevata anche sulla superficie di Marte nel dicembre 2004 dalla sonda Spirit. Gli scienziati della NASA ritengono che questa sia una delle prove più affidabili dell'esistenza di acqua precedentemente liquida sul pianeta rosso, poiché la goethite si forma solo in connessione con l'acqua.

## Forma in cui si presenta in natura

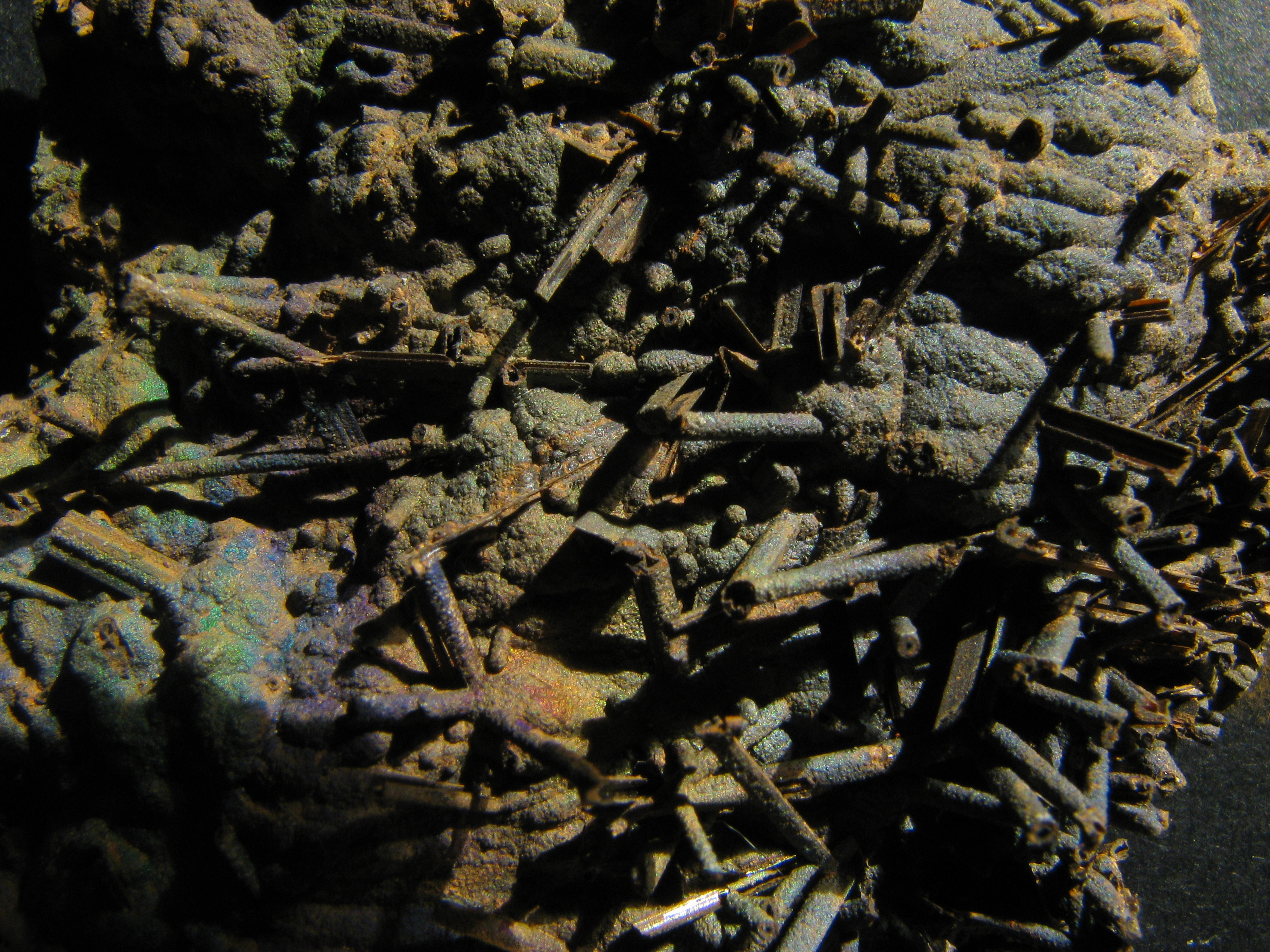
Goethite tubulare (dettaglio)

La goethite di solito sviluppa cristalli aghiformi a raggi radiali o prismatici, ma anche aggregati a grappolo di colore nero-marrone o nero o, a causa degli agenti atmosferici, giallo chiaro. Il colore del suo striscio, invece, è giallo-marrone. Il minerale è generalmente opaco e traslucido al massimo ai bordi sottili. I campioni di goethite freschi, cristallini o simili all'uva mostrano una brillantezza metallica, gli aggregati alterati dalle intemperie o dagli aghi fini, d'altra parte, mostrano una brillantezza simile al velluto (blenda di velluto). Sono noti anche aggregati di goethite iridescenti variegati.
Essendo il componente principale della limonite, questo termine è spesso usato come sinonimo di goethite.